# Federico Sodi Romero
Federico Luis Carlos Sodi Romero (Oaxaca, Oaxaca; 2 de marzo de 1890-Ciudad de México, 15 de diciembre de 1969) fue un abogado, novelista, profesor y dramaturgo mexicano que ganó notoriedad como defensor público en su ciudad natal de Oaxaca y más tarde en la Ciudad de México.: 8  Fue el abogado defensor de David Alfaro Siqueiros en el período previo a su juicio por el intento de asesinato de León Trotski.

## Primeros años
Federico Luis Carlos Sodi Romero nació el 2 de marzo de 1890 en Oaxaca de Juarez, Oaxaca. Fue hijo de Carlos Sodi Candiani y Refugio Romero Guenduláin.: 11  Por parte de su padre perteneció a la familia Sodi, cuyos miembros han destacado a largo de la historia mexicana en distintos ámbitos.: 9 
En 1913, Sodi se graduó con un título en Derecho del Instituto de Ciencias y Artes de Oaxaca.
Sodi fue profesor de la Escuela Nacional de Jurisprudencia por 4 años, durante los cuales contó entre sus alumnos a Miguel Alemán, quien durante su mandato como presidente de México, le ofreció una curul como diputado federal, a lo cual él se negó.: 9 